# マールテン・ファン・クレーフェ
マールテン・ファン・クレーフェ（Marten van Cleve de Oudere、1527年頃の生まれ、1581年以前に没）は、フランドルの画家である。農民の生活を描いた風俗画や風景画を描いた。ピーテル・ブリューゲル(1525/1530-1569)とよく似たスタイルの画家で、同時代の画家の、主題やスタイルに影響を与えたといわれている。

## 略歴
アントウェルペンで生まれた。父親のウィレム・ファン・クレーフェ1世(Willem van Cleve)は1518年にアントウェルペンの聖ルカ組合の親方になっていた画家で、兄のヘンドリク・ファン・クレーフェ3世(Hendrick van Cleve III: c.1525-1590/1595)と弟のウィレム・ファン・クレーフェ2世も画家になった。マールテン・ファン・クレーフェは画家になった同名の息子と区別するために年長のマールテン(Marten van Cleve de Oudere)とも呼ばれる。
父親から絵を学んだ後、17世紀初めのカレル・ファン・マンデルの『画家列伝』の記述によれば、当時有力であったフランス・フロリスの弟子になったとされる 。初期のファン・クレーフェの作品にはフロリスのスタイルと共通性が見られるとされる。
ファン・クレーフェは1551年に聖ルカ組合の親方になり、1556年に結婚した。4人の子供が生まれ、4人とも画家になった 。1560年から1576年の間、多くの作品を制作した工房を運営し、組合に登録した5人の弟子がいた。ファン・マンデルはハンス・ヨルダーンス(1555–1630)も弟子であったとしている。

## 作品

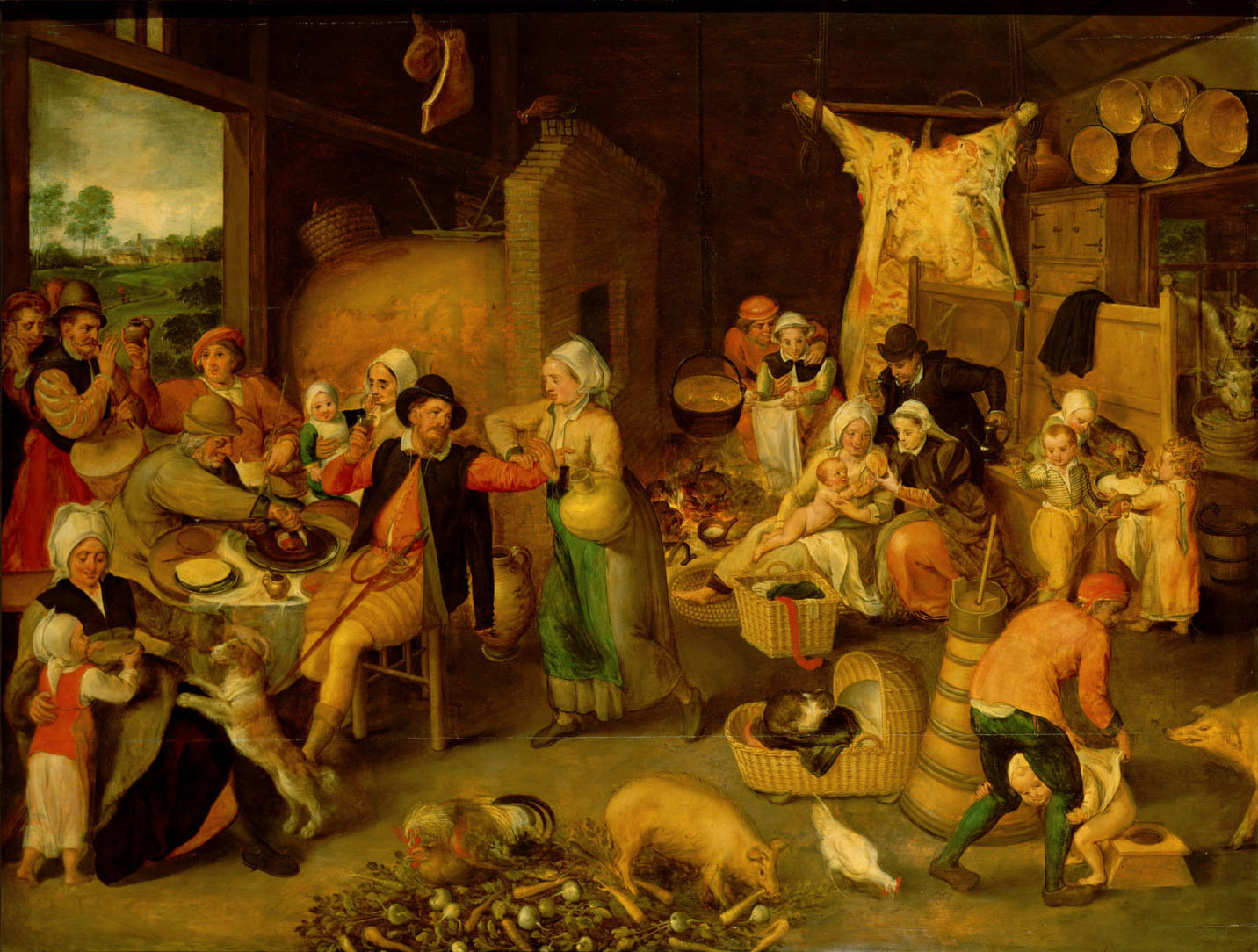
フランドルの家事　(1655/1660) 美術史美術館
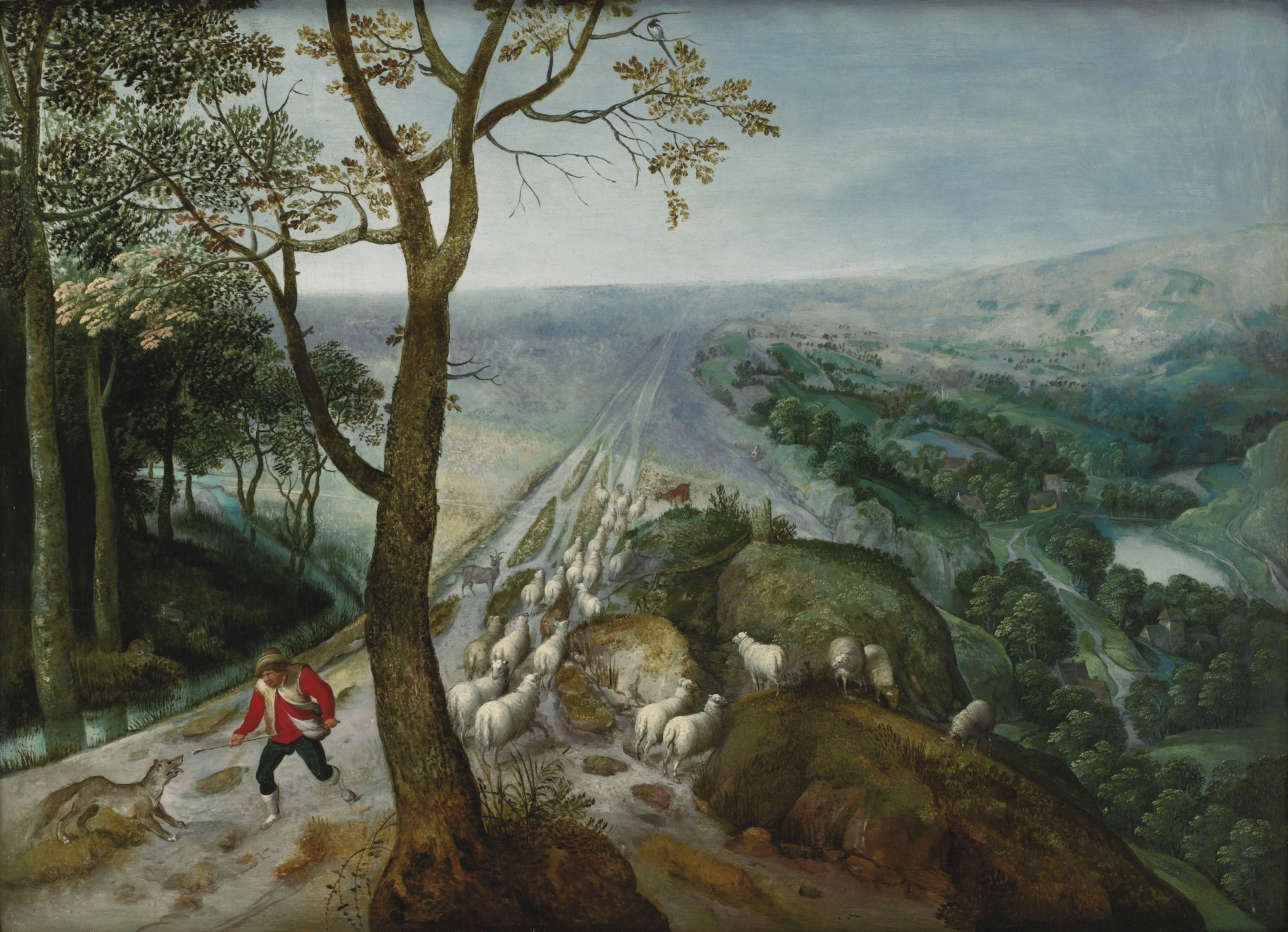
良い羊飼い
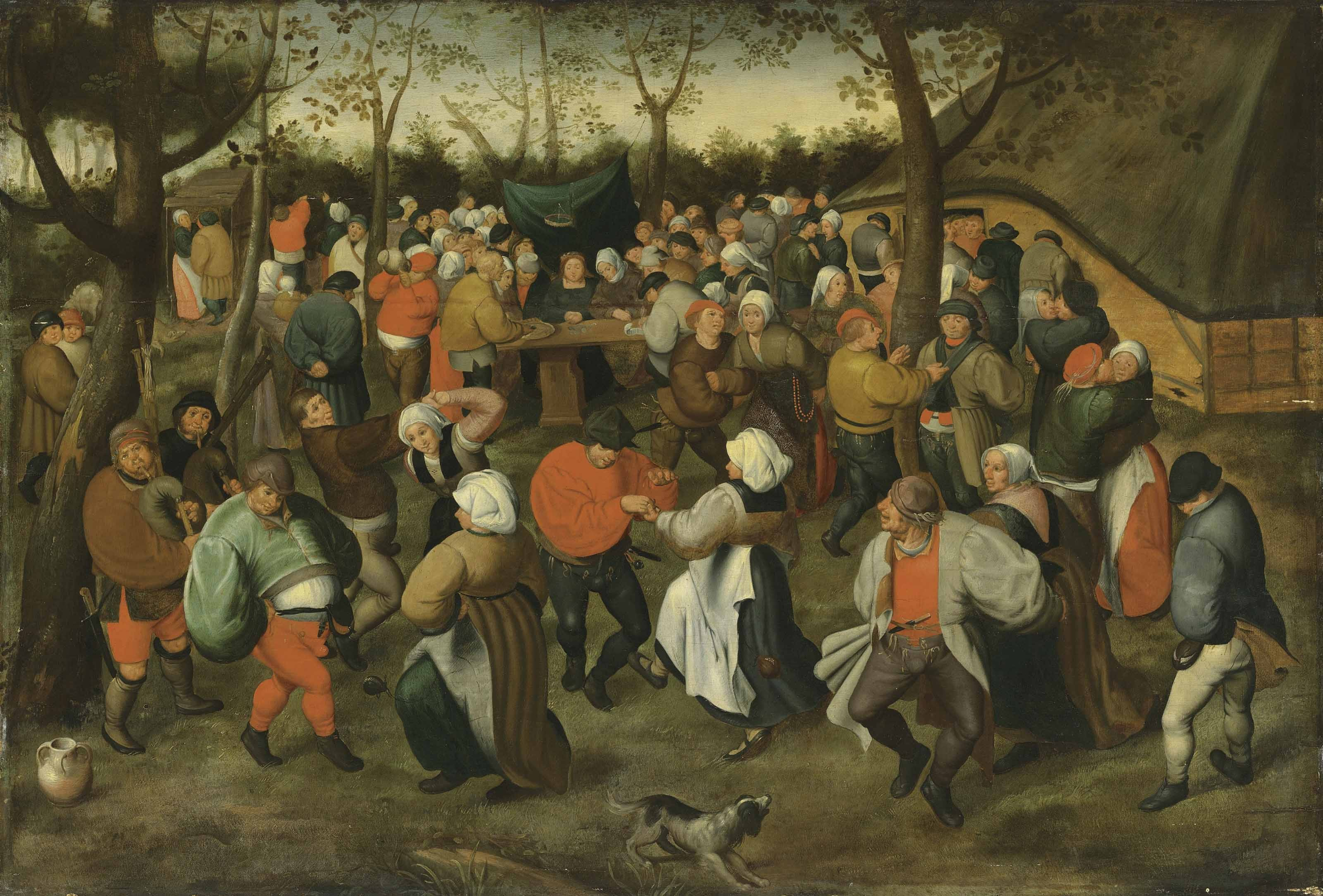
婚礼のダンス
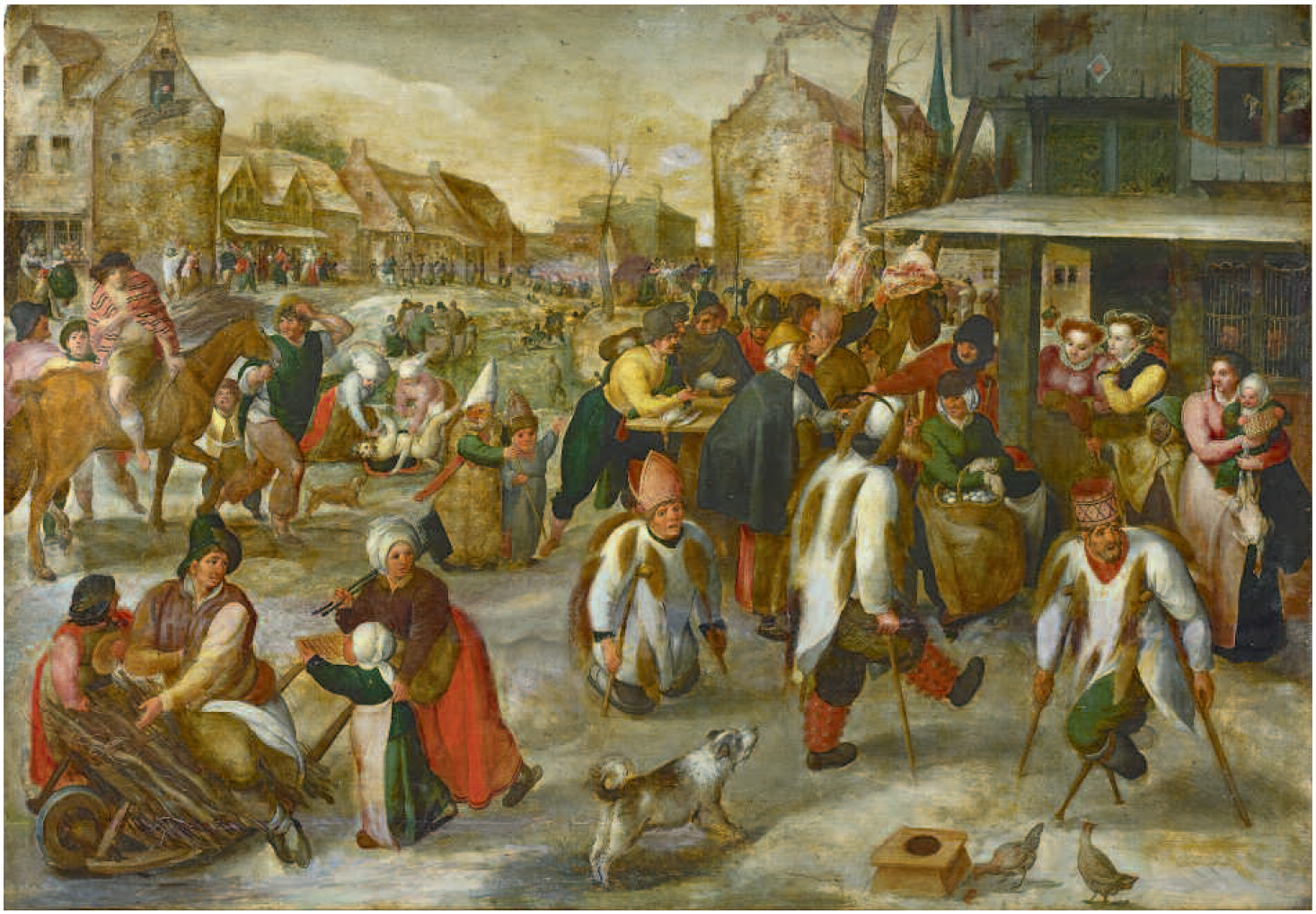
村の祭り(1591-1561) エルミタージュ美術館